# Künzbach
Der Künzbach ist ein rechter und nördlicher Zufluss der Elsava im unterfränkischen Landkreis Miltenberg im bayerischen Spessart.

## Geographie

### Verlauf

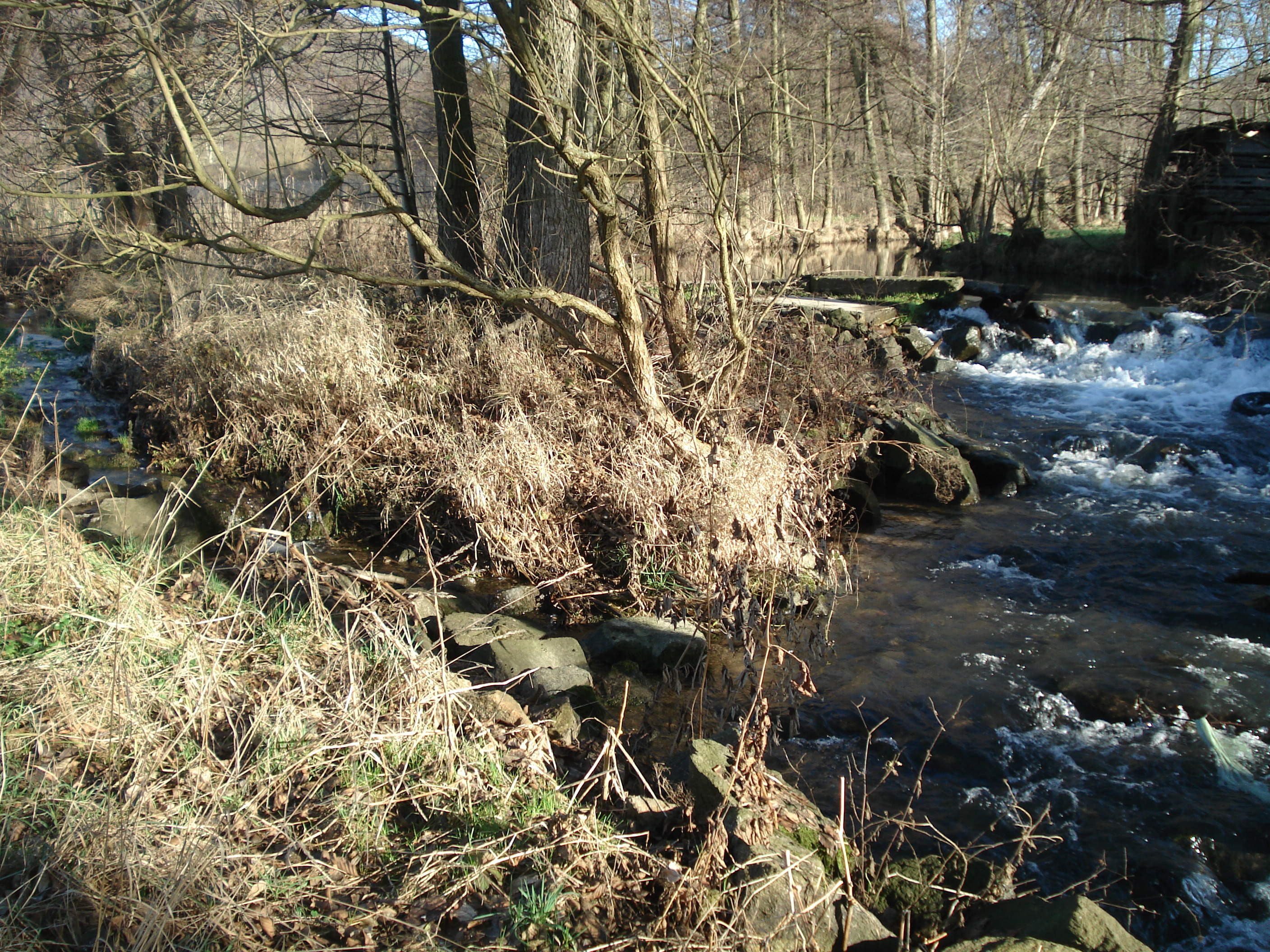
Der Künzbach (links) mündet in die Elsava

Der Künzbach, in alten Dokumenten auch Kinzbach genannt, entspringt auf einer Höhe von 286 m ü. NHN nordöstlich von Eichelsbach im schon tief eingeschnittenen und bewaldeten Künzbachgrund zwischen dem Faulenberg (ca. 384 m ü. NHN) im Osten und dem Eichelsberg (ca. 406 m ü. NHN) im Westen.
Er verläuft in südliche Richtung, vorbei am Schafhof nach Sommerau, einem Ortsteil von Eschau. Dort unterquert der Künzbach die Staatsstraße 2308 und mündet schließlich kurz vor dem Stauwehr der Lohmühle auf einer Höhe von 167 m ü. NHN von rechts in die Elsava.
Der etwa 3,4 km lange Lauf des Künzbachs endet ungefähr 119 Höhenmeter unterhalb seiner Quelle, er hat somit ein mittleres Sohlgefälle von circa 35 ‰.

### Einzugsgebiet
Das etwa  6,4 km² große Einzugsgebiet des Künzbachs liegt im Spessart und wir durch ihn über die Elsava, den Main und den Rhein zur Nordsee entwässert.
Es grenzt
- im Nordosten an das Einzugsgebiet des Aubachsgrabens, der in die Elsava mündet
- im Osten und Süden an das der Elsava selbst
- im Südwesten an das des Erzgrabens, ebenfalls ein Zufluss der Elsava
- im Westen an das des Hausener Bachs, der in den Main mündet
- und im Norden an das des Röhlsbachs, der über den Leidersbach und den Sulzbach in den Main entwässert.

Die höchste Erhebung ist die Häuschenshöhe mit 411 m ü. NHN im Norden des Einzugsgebiets.
Das Einzugsgebiet im Bereich des Oberlaufs ist zum größten teil bewaldet.

### Zuflüsse
- Brandstützengraben (rechts, zeitweilig trocken), ca. 0,8 km und ca. 0,9 km².
- Heubertsgraben (rechts, zeitweilig trocken), ca. 0,9 km und ca. 0,4 km².

### Flusssystem Elsava
- Fließgewässer im Flusssystem Elsava